# Kuzminovo
Kuzminovo (688 m) – szczyt Pogórza Orawskiego na Słowacji.
Kuzminovo wznosi się po południowej stronie miasta Dolný Kubín na Orawie. Jego zachodnie i północne stoki opadają do rzeki Orawa, wschodnie do Jasenovskiego potoku, południowe przechodzą we wzniesienie Vrchy (651 m). Kuzminovo jest porośnięte lasem. Na północnych stokach w Dolnym Kubinie znajduje się wyciąg narciarski. Nieco poniżej szczytu zamontowano wieżę z antenami przekaźników telekomunikacyjnych.

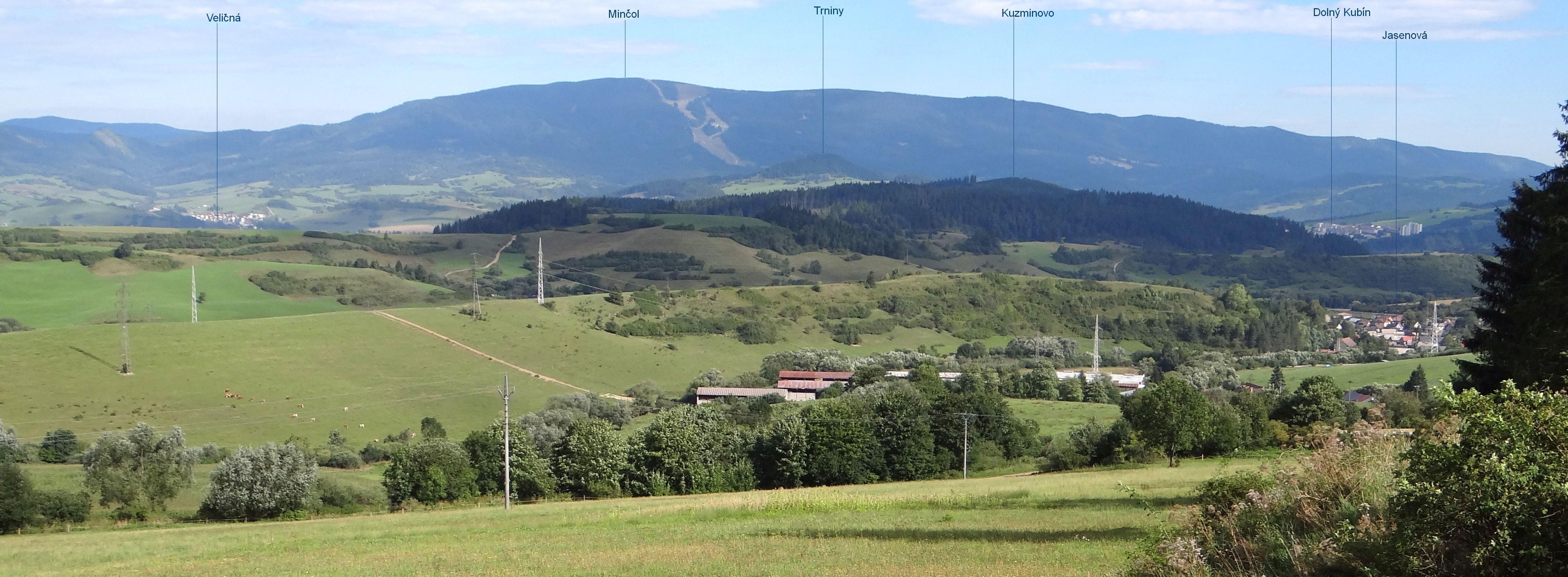